# Bait al-Qur'ān
Das Bait al-Qur'ān (arabisch بيت القرآن, DMG Bayt al-Qurʾān ‚Haus des Korans‘) ist ein Komplex, das der islamischen Kunst gewidmet ist. Es befindet sich in al-Hūra, Manama, Bahrain. Das 1990 gegründete Komplex ist am bekanntesten für sein Islamisches Museum, das als eines der renommiertesten islamischen Museen der Welt anerkannt wurde.
Ungewöhnliche Exemplare, wie der kleinste, der älteste Koran oder der erste in Deutschland gedruckte Koran, werden dort präsentiert.